# 歌の日曜散歩
『歌の日曜散歩』（うたの にちようさんぽ）は、NHKラジオ第1放送で1987年4月19日から2019年3月17日まで放送されていた音楽番組である。

## 概要
リスナーが寄せた思い出の曲や懐かしい音楽のリクエストを放送する他、住んでいる地域の様子や身近に起こった出来事などが綴られた投稿を紹介する番組である。
リクエスト曲は戦前から戦後初期のものが中心で、概ね曲の最後まで放送される。
年に数回は東京のスタジオを離れて、地方都市にあるNHK放送局のスタジオやイベント会場から公開生放送を実施している。公開生放送を行う場合、出席を取ることや、観客がどこから会場にやってきたかをたずねることが定番となっている。
オープニング・エンディングのテーマ曲は、NHKが利用しているIPサイマルラジオサービス2者（「NHKネットラジオ らじる★らじる」及び、民放ラジオポータル「radiko」）でも権利上や法律上の理由で配信されない番組があるときにフィラー音楽の1つとして流れている。

## 番組の終了
2019年2月13日にNHKで行われた、2019年度新キャスター発表会において4月から同時間帯に「子ども科学電話相談」が開始されることに伴い、同年3月17日の放送をもって終了し、32年の歴史に幕を下ろすことになった。

## ディスクジョッキー
- 坪郷佳英子[2]（放送開始当初 - 2013年3月17日）
- 前川康一（放送開始当初 - 1997年3月23日）
- 鎌田正幸[2]（1997年4月6日 - 2013年3月17日）

坪郷・鎌田の担当の時は、番組は俗に「鎌坪商店」とも呼ばれて親しまれた。
- 金井直己（2013年4月7日 - 2017年4月2日）
- 松本慶子（2013年4月7日 - 2017年4月2日）

金井・松本の担当の時は、番組は俗に「金松屋」として親しまれた。
- 杉原満（2017年4月9日 - 放送終了時）
- 石山智恵（2017年4月9日 - 放送終了時）[5]

杉原・石山の担当の時は、番組は俗に「杉石堂」として親しまれた。
2名とも土曜日放送の「文芸選評」のパーソナリティを兼務。

## 放送時間
毎週日曜日。原則として10:05頃 - 11:50
「日曜討論」の時間によって短縮の場合もある。一方で大型国政選挙があり「日曜討論」が休止される場合には、9時台からスタートする場合もある。
休止期間
春・夏の高校野球全国大会期間中は休止。雨天中止時は「すっぴん!」など過去に平日朝の放送で行われたインタビューを再構成して放送。
夏休み期間中は、平日・土曜日に「夏休み子ども科学電話相談」・及び「全国高等学校野球選手権大会のラジオ中継」が行われるため通常の番組は休止になるが、この番組だけは夏休みであっても高校野球期間以外は通常と同じく放送している。
高校野球地方大会が行われる場合は一部地域で全時間帯もしくは一部時間帯で休止となる。また、「全国高等学校駅伝競走大会・女子」が開催される日は休止となる。
2012年は「みんなで科学ラボラジオ」が祝日中心の不定期放送となったが、祝日のない6・8月、並びに大型連休の祝日の配置の都合上、5月はいずれも日曜日の放送であるため、この3回については休止となる。
2014年6月15日は「2014 FIFAワールドカップ・1次リーグC組　日本対コートジボワール」を放送する都合上、「日曜討論」も含め休止。

## タイムテーブル
放送時間はおおよその目安。
- 10:05 - オープニング、全国の天気
- 10:09 - 全国交通情報
- 10:11 - 最初のリクエスト曲
- 10:15 - わが家の料理 ふるさとの味
リスナーから寄せられた各地の郷土料理などを、リスナーと電話をつないで紹介してもらう。
- 10:28 - 音楽
首都圏および関西地方など一部地域は交通情報。その他の地域は音楽のみ。
- 10:30 - リクエスト、お便り紹介
- 10:55 - NHKガイド
NHKワールド・ラジオ日本は海外安全情報を放送。
- 11:00 - NHKニュース
NHKワールド・ラジオ日本は5分間、国際放送独自の日本語ニュースを別に放送。ただし、ラジオ第1放送の番組進行のタイミングにより途中飛び乗りする[注 13]。
- 11:05 - リクエスト、お便り紹介
- 11:28 - 音楽
首都圏および関西地方など一部地域は交通情報。その他の地域とNHKワールド・ラジオ日本は音楽のみ。
- 11:30 - リクエスト、お便り紹介

その他
9時台から始まる場合、9時55分からのローカル枠は設定されていない。
番組開始から2018年3月までは10時55分にローカル枠を放送していた。